# Sideritis costa-talensii
Sideritis costa-talensii là một loài thực vật có hoa trong họ Hoa môi. Loài này được Obón, D.Rivera, Alcaraz miêu tả khoa học đầu tiên năm 1996.